# Scholars International Sports Club
Maillots
Actualités
Le Scholars International Sports Club, plus communément appelée le Scholars International, est un club de football caïmanais basé dans la ville de West Bay dans les îles Caïmans.

## Histoire du club
Le club est fondé en 1977. C'est l'équipe la plus titrée en championnat national puisqu'elle a été sacrée à seize reprises. Son palmarès compte de plus cinq coupes et trois Digicel Cups.
Scholars International a participé à plusieurs reprises à des compétitions internationales, après ses succès au niveau national. Il compte deux apparitions en Coupe des champions de la CONCACAF, en 1991 et 1992 (où il déclare forfait), plus deux participations à la CFU Club Championship, en 2016 et 2017.

## Palmarès
- Championnat des îles Caïmans (16) :
  - Champion : 1998, 2001, 2003, 2006, 2007, 2008, 2010, 2012, 2015, 2016, 2018, 2019, 2021, 2022, 2023 et 2024.

- Coupe des îles Caïmans (5) :
  - Vainqueur : 2003, 2006, 2008, 2012 et 2022.
  - Finaliste : 2002, 2005.

- Digicel Cup (3) :
  - Vainqueur : 2007, 2013 et 2017.
  - Finaliste : 2009.